# Kanton Fauville-en-Caux
Kanton Fauville-en-Caux is een voormalig kanton van het Franse departement Seine-Maritime. Het kanton maakte deel uit van het arrondissement Le Havre. Het werd opgeheven bij decreet van 27 februari 2014 met uitwerking in maart 2015.

## Gemeenten
Het kanton Fauville-en-Caux omvatte de volgende gemeenten:
- Alvimare
- Auzouville-Auberbosc
- Bennetot
- Bermonville
- Cléville
- Cliponville
- Envronville
- Fauville-en-Caux (hoofdplaats)
- Foucart
- Hattenville
- Hautot-le-Vatois
- Normanville
- Ricarville
- Rocquefort
- Sainte-Marguerite-sur-Fauville
- Saint-Pierre-Lavis
- Trémauville
- Yébleron